# Scheumerbeek

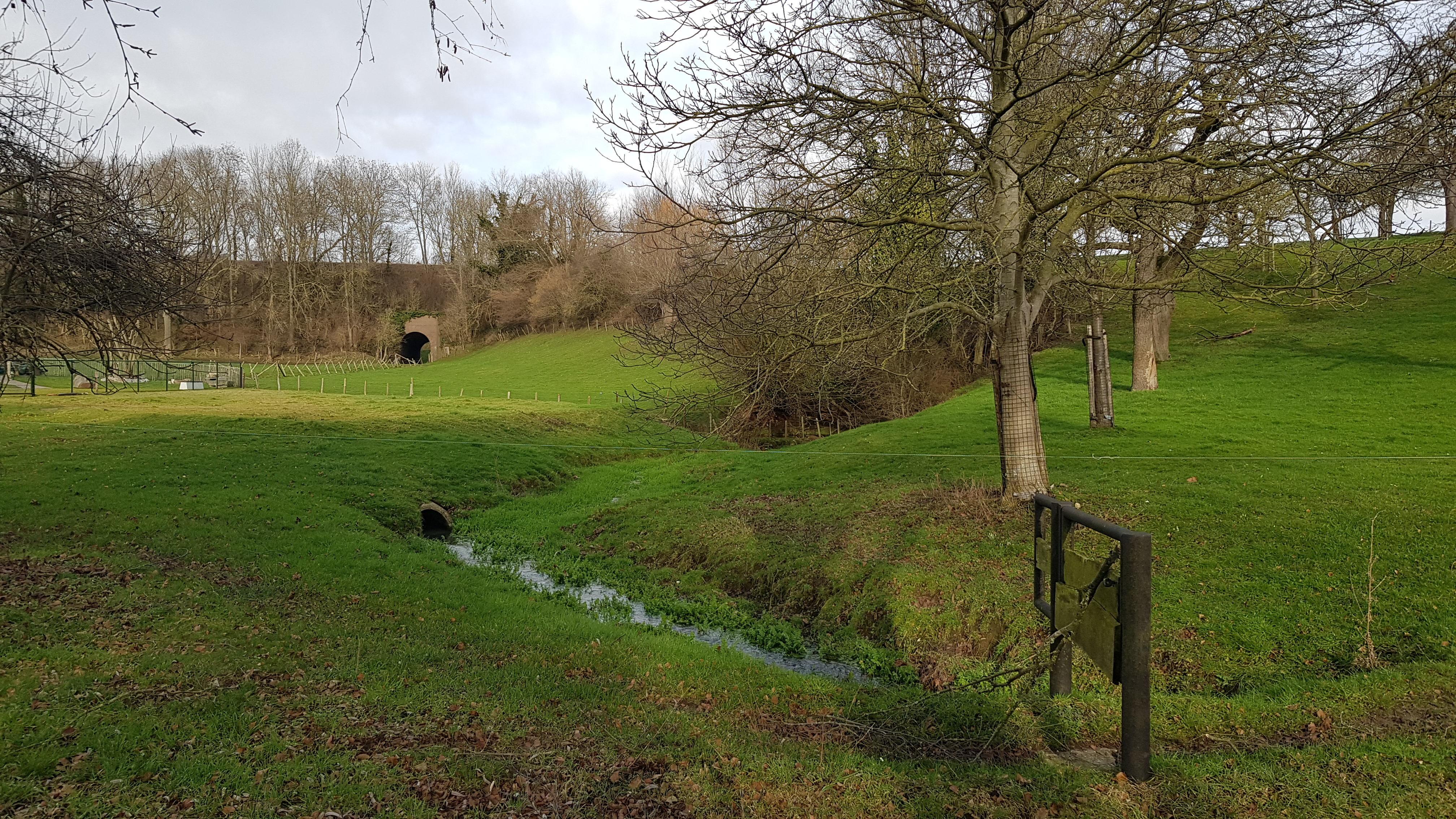
De beek in Schoonbron

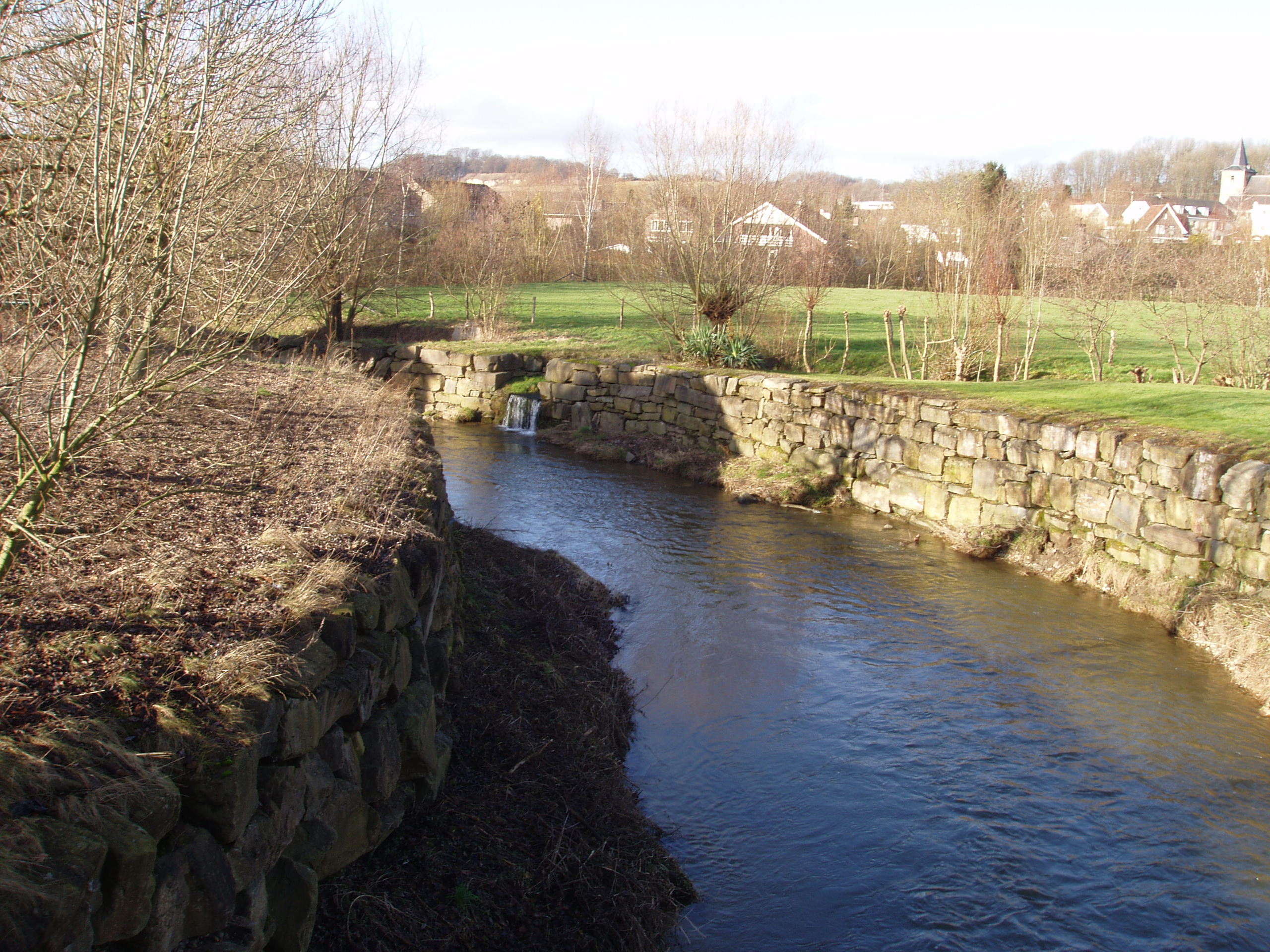
Monding van de beek in de Geul

De Scheumerbeek is een beek in het zuiden van de Nederlandse provincie Limburg. Het is een zijbeek van de Geul op haar rechteroever. De beek heeft een lengte van ongeveer 1,7 kilometer en ontstaat bij Lubosch, ten zuiden van Ransdaal en stroomt in zuidwestelijke richting door het Ransdalerveld. Ze stroomt langs de buurtschap Opscheumer en door Schoonbron, waar deze uitmondt in de Geul.
De Scheumerbeek is van groot belang voor de regenwaterafvoer in het Ransdalerveld. In de beek zijn twee regenwaterbuffers aangelegd.